# Насретдинов, Халил Фидаевич
Халил Фидаевич Насретдинов (Халил-Рахман Насрутдинов, в ранний период жизни носил фамилию Фидаев; 1890, Параньга, Вятская губерния — 31 июля 1964, Малаховка, Московская область) — исламский деятель советского периода; имам Московской Соборной мечети.

## Биография
По происхождению потомственный имам. Родился в 1907 году в расположенной в Вятской губернии деревне Параньга. Выпускник казанского Апанаевского медресе. После этого учился в Бухаре. С 1914 по 1920 годы преподавал в медресе. В 1921-31 годах занимал должность имама Красной мечети. В 1932 году переехал в Москву, там стал одним из прихожан Соборной мечети. Был близко знаком с Абдуррахманом Расули. В 1936 году стал имамом московской Соборной мечети. Согласно воспоминаниям иранского посла в СССР Халил Насретдинов, несмотря на антирелигиозную политику, проводившуюся в СССР в 1930-х годах, приглашал зарубежных мусульман на богослужения.
В 1942 году был избран кади ЦДУМ. В 1945 году принял участие в хадже советских мусульман в Саудовскую Аравию. В 1953 году подвергся давлению со стороны властей и был вынужден уйти с поста имама. После этого Религиозное общество мусульман Москвы подало ходатайство о возвращении его на пост имама. Ходатайство поддержал муфтий Духовного Управления мусульман Европейской части СССР Шакир Хилялетдинов, но уполномоченный по делам религий наложил резолюцию: «Удовлетворить ходатайство не предоставляется возможным из-за отсутствия необходимых для регистрации служителя культа документов».
После отстранения жил в посёлке Малаховка, умер там же 31 июля 1964. Похоронен на Даниловском мусульманском кладбище.